# Гайнц Меєр
Гайнц Меєр (нім. Heinz Meyer; нар. 9 квітня 1916, Магдебург — пом. 18 грудня 1989, Фірзен) — німецький офіцер, майор повітряно-десантних військ Вермахту. Кавалер Лицарського хреста Залізного хреста з дубовим листям.

## Біографія
В 1937 році вступив в парашутні війська, служив у 14-й роті полку «Генерал Герінг». На початку 1940 року переведений в 2-й батальйон 1-го парашутного полку командиром взводу. Учасник Французької кампанії. 1 серпня 1940 року переведений на ту ж посаду в 3-й батальйон 3-го парашутного полку. Учасник висадки на Крит. З жовтня 1941 року брав участь у Німецько-радянській війні. З 20 лютого 1941 року — командир 8-ї роти 4-го парашутного полку. З липня 1943 року воював на Сицилії, з серпня 1943 року — в Італії. Відзначився у боях при Монте-Кассіно. З квітня 1944 року — командир 3-го батальйону свого полку, а з травня 1944 року — 3-го батальйону 15-го парашутного полку. Відзначився у боях у районі Сент-Ло, де 4 серпня 1944 року був тяжко поранений. Після одужання у квітні 1945 року повернувся до своїх обов'язків. В травні 1945 року здався в полон американським військам в Гарці. В грудні 1945 року звільнений.

## Нагороди
- Залізний хрест
  - 2-го класу (23 травня 1940)
  - 1-го класу (21 червня 1941)
- Нагрудний знак люфтваффе «За наземний бій» (20 вересня 1942)
- Нарукавна стрічка «Крит» (20 травня 1943)
- Німецький хрест в золоті (21 червня 1943)
- Нагрудний знак «За поранення» в чорному (20 лютого 1944)
- Лицарський хрест Залізного хреста з дубовим листям
  - лицарський хрест (8 квітня 1944)
  - дубове листя (№654; 18 листопада 1944)